# 카나우지 왕국
카나우지 왕국은 중세 초기 북인도에 존재했던 왕국이다. 510년 마우카리 왕조의 하리바르만에 의해 굽타 제국의 봉신국으로서 설립되었다. 카나우지 왕국은 7세기 초 하르샤바르다나 치세 동안 북인도에 걸쳐 있는 광대한 왕국으로 확장되었다. 9세기 초, 카나우지는 자신을 카나우지의 왕이라고 선포한 프라티하라 왕조의 나가바타 2세에 의해 정복되었다. 그의 후손들은 가즈나 왕조가 침략할 때까지 카나우지를 다스렸다.
카나우지는 이 시기 동안 북인도에서 가장 중요한 도시가 되었고, 따라서 그 시기의 아대륙의 세 강대국인 프라티하라 왕조의 구르자라 제국, 팔라 왕조의 벵골 제국, 그리고 만야케타의 라슈트라쿠타 왕조에 의해 경쟁되었다. 이 중 프라티하라 왕조가 승리했고, 나가바타 2세는 자신을 카나우지의 왕으로 선언했다. 11세기 가즈나 왕조의 침략 이후, 카나우지 왕국은 종말을 맞았으며, 이후 카나우지의 위신은 서서히 줄어들고 델리가 힌두스탄의 가장 중요한 도시가 되었다.